# Xperia 8
 Xperia 8（エクスペリア エイト）は、ソニーモバイルコミュニケーションズによって開発された、第4世代移動通信システム・第3.9世代移動通信システム・第3世代移動通信システム対応のAndroid端末である。
日本国内ではKDDI・沖縄セルラー電話連合（以下・au）、UQコミュニケーションズ・UQモバイル沖縄連合（以下・UQ mobile）、Y!mobileから発売されている。UQ mobile並びにY!mobileブランドにおいて初のXperiaスマートフォンである。

## 概要
本機種は国内XperiaシリーズではXperia Ace以来のミッドレンジモデルとなる。2019年10月にソニーモバイル並びにY!mobileより発表。コンセプトは21：9ワイドディスプレイの体験を手軽に楽しめるミッドレンジスマートフォン。
デザインはXperia 1から続くスタンダードでフラットな従来路線を継承。アスペクト比はシネスコサイズである21:9比率のFHD+ディスプレイを搭載し筐体にはGorilla Glass 6を採用、幅が69㎜に抑えられており、片手でも操作しやすく設計している。また電源キーには指紋認証センサーが内蔵されている。カメラでは国内向けミドルレンジモデルで初のデュアルレンズカメラの搭載となる。また本機種は3.5㎜イヤホンジャック搭載モデルである。
但しXperiaシリーズとしては珍しくカメラのシャッターキーが備わっておらず、赤外線やおくだけ充電・放送受信機能も非対応である。
ボディカラーにはブラック、ホワイト、オレンジ、ブルーの4色を展開する。キャッチコピーは「極上のエンタテインメントをより身近に」、「ワイモバイル初のXperia」、「UQからXperiaついに登場。」。

## Xperia 8 Lite
2020年8月26日、ソニーおよびソニーモバイルコミュニケーションズよりXperia 8 Liteが発表され、同年9月1日よりに発売された。
Xperia 8とほぼ同等のスペックであるが、DSEE HXに対応していない点が異なっている。
UQ mobile、nuroモバイル、mineo、IIJmioより発売された。UQ mobile版のみSOV44という型番が付けられている。

## 歴史
- 2019年
  - 10月7日 - ソフトバンク、ウィルコム沖縄、およびソニーモバイルコミュニケーションズジャパンよりY!mobile版Xperia 8（902SO）発表ならびに事前予約受付開始[5]。
  - 10月10日 - KDDI、沖縄セルラー電話、およびソニーモバイルコミュニケーションズジャパンよりau版Xperia 8（SOV42）発表。
  - 10月15日 - UQコミュニケーションズ、UQモバイル沖縄、およびソニーモバイルコミュニケーションズジャパンよりUQ mobile版Xperia 8（SOV42-u）発表[6]。
  - 10月25日 - 各キャリアよりXperia 8（SOV42、SOV42-u、902SO）発売。
- 2020年
  - 8月26日 - ソニーおよびソニーモバイルコミュニケーションズよりXperia 8 Lite（J3273）発表[7]。
  - 9月1日 - 各MVNOよりXperia 8 Lite（J3273）発売[8]。
  - 11月24日 - KDDIおよび沖縄セルラー電話より、UQ mobileでのXperia 8 Lite（SOV44）の取り扱いを発表[9]。
  - 12月中旬以降 - UQ mobileにてXperia 8 Lite発売予定。